# Élancourt
Élancourt ist eine französische Gemeinde mit 26.348 Einwohnern (Stand 1. Januar 2022) im Département Yvelines in der Region Île-de-France.

## Geografie
Nachbargemeinden sind Coignières, Jouars-Pontchartrain, La Verrière, Le Mesnil-Saint-Denis, Maurepas, Plaisir und Trappes.

## Geschichte
Anfang des 20. Jahrhunderts zählte Élancourt 598 Einwohner, die über 734 Hektar verstreut lebten. Die Bevölkerung bestand im Wesentlichen aus Landwirten. Das änderte sich nicht, bis zu dem Tag an dem das Programm ville nouvelle („Neue Stadt“) aufgelegt wurde, um die Besiedelung der Region Paris ausgewogener zu gestalten. Zusammen mit seinen Nachbargemeinden bildet Élancourt die neue Stadt Saint-Quentin-en-Yvelines.

## Stadtentwicklung
Trotz der schnellen Veränderung gelang es der Stadt, die Spuren ihrer Vergangenheit zu bewahren. Einige der schönsten sind die romanische Kirche Saint-Médard aus dem 12. Jahrhundert und die 1180 gegründete und kürzlich renovierte Kommende der Tempelritter. Ihre im 16. Jahrhundert blühenden Weiler, der Launay, die Grande und die Petite Villedieu, sowie die Coudrays, sind heute Stadtviertel geworden.
Im Jahr 2001 wurde der Stadt der zweite Preis des Programmes Villes Fleuries („Blühende Städte“) verliehen.

### Altstadt
In einem kleinen Tal gelegen zeugt das Dorf mit seinen Kalksteinhäusern und der Kirche Saint-Médard noch von einem anderen Zeitalter. Alte und zeitgenössische Bauwerke harmonieren in der wiesengrünen Landschaft perfekt miteinander.

### Plateau
Seit 1970 wird das im Süden von Élancourt gelegene Plateau dicht besiedelt. Hauptsächlich findet man dort Wohnhäuser und -blöcke.

### Clef de Saint-Pierre
Die Clef de Saint-Pierre, das früher zur Gemeinde Plaisir gehörte, wurde 1983 an Élancourt angeschlossen, da Plaisir die Ballungsraumgemeinde verließ. Dieser Bezirk, der zu Anfang ein Industriegebiet war, hat es sich schnell gewandelt: Viele Geschäfte stehen nun den neu hinzugezogenen Einwohnern zur Verfügung. Trotzdem gingen hier im gleichen Zeitraum effektiv viele Arbeitsplätze verloren.

## Sehenswürdigkeiten
Siehe: Liste der Monuments historiques in Élancourt

## Freizeitangebot
Der Erlebnispark France miniature stellt auf mehreren Hektar Fläche verschiedene Bauwerke und Regionen Frankreichs als Miniaturmodell aus.

## Städtepartnerschaften
- Laubach (Deutschland)
- Cassina de’ Pecchi (Italien)
- Gräfenhainichen (Deutschland)
- Attard (Malta)